# Dark Horse Entertainment
Dark Horse Entertainment é uma produtora e distribuidora de filmes norte-americana ligada a editora Dark Horse Comics, fundada em 1992 por Mike Richardson e Eric Paul Shaffer.
Sua empresa-mãe, Dark Horse Media, foi adquirida pela Embracer Group em dezembro de 2021.

## Produções

### TV
- The Mask: The Animated Series (1995-1997)[3]
- Dark Matter (2015-2017)
- The Umbrella Academy (2019 — )
- Resident Alien (2021 — )

### Filmes
- Dr. Giggles (1992)
- O Máskara (1994)
- Timecop (1994)
- Barb Wire (1996)
- Mystery Men (1999)
- American Splendor (2003)
- Alien vs. Predador (2004)
- Hellboy (2004)
- O Filho do Máskara (2005)
- Alien vs. Predador: Requiem (2007)
- 30 Days of Night (2007)
- Hellboy II - O Exército Dourado (2008)
- 30 Days of Night: Dark Days (2010)
- R.I.P.D. (2013)
- The Legend of Tarzan (2016)
- Polar (2019)
- Hellboy (2019)